# 丰县文庙大成殿
丰县文庙大成殿，位于江苏省徐州市丰县，是中华人民共和国江苏省文物保护单位之一。
2006年6月5日，授予江苏省文物保护单位，是一座古建筑。